# 反論権
反論権（はんろんけん）とは、マスメディアの報道等により批判・中傷を受けた者（報道被害者）が、当該マスメディアに対し、当該マスメディアの紙面上又は、放送上にて反論する機会を求める権利。
アクセス権の一類型である。

## 概略
反論権は、民放上の不法行為法の成立を前提とする狭義の反論権と、不法行為法の成否を問わないで認める広義の反論権がある。
なお、狭義・広義共に、批判を受けたのと同一の紙面スペース又は同一の放送時間・同一の分量・無料反論の確保を前提としている。
大陸法系の西ヨーロッパ各国を中心に反論権を認める立法が存在している。

## 反論権法制化の各国の動向
フランス
フランスでは、世界で初めて反論権の法制化を実施。1822年出版法によりプレスにおける反論権を導入した。1881年に体系化され今日に至っている。また、1972年には放送法にも反論権が盛り込まれた。
ドイツ
ドイツでは、フランスの出版法を参考に、1831年にバーデン州出版法によって最初に反論権が制定された。ドイツ連邦では、1874年に帝國出版法として反論権を法制化された。第二次世界大戦終結後、各州で出版法から放送法、放送法からメディア法へと移行しつつ、ドイツでは武器対等の原則を採用しているのが特徴である。
韓国
韓国では、ドイツ法を参考・移植して、1980年に言論基本法が制定され、その中で反論権が盛り込まれ、その後に制定された定期刊行物登録等に関する法律（定刊法）・改正放送法、それらの法を一元化した言論仲裁および被害救済等に関する法律（報道被害救済法）にも反論権は盛り込まれた。
英米法圏の国々
アメリカ・カナダ・英国・ニュージーランド等の英米法の国々では、法制化されていない。

## 日本の動向
1909年に公布・施行された新聞紙法で「正誤・弁駁権」制度が条文に明記され法制化されていたが、終戦後の連合国軍最高司令官総司令部による指示（GHQ指令）により、同法が廃止された（1949年に正式廃止）ので、以後このような制度は作られていない。
判例は、サンケイ新聞事件において、反論権なる制度を法令の根拠もないため認めなかった。

### 日本の学説上の動向
従来の通説
多くの憲法学者や一部の民法学者は、最高裁判所が指摘した観点から、反論権には否定的であり、民主的で自由な議論に対する国家による言論統制に繋がる、戦前の新聞紙法の復活にも繋がるという指摘もなされている。主張者に芦部信喜・樋口陽一ほか。
近時の有力説
若手の憲法学者やメディア法（言論法）学者などを中心に、言論の多様性に繋がり、司法的救済よりも簡便であるという理由から反論権に肯定的な見解が出されている。主張者に市川正人・田島泰彦ほか。
また、一部のメディア法（言論法）学者は、隣国の韓国でも導入されている事を踏まえ、さらに進んで、インターネット上にも反論権を認めてはどうかという見解も出されている。